# Reino Poutanen
Reino Poutanen (finès: Reino Richard Poutanen)  (Turku, 21 de febrer de 1928 - 14 d'abril de 2007) fou un remer finlandès que va competir durant les dècades de 1950 i 1960.
El 1956 va prendre part en els Jocs Olímpics d'Estiu de Melbourne, on va disputar dues proves del programa de rem. Formant equip amb Kauko Hänninen, Veli Lehtelä, Toimi Pitkänen i Matti Niemi guanyà la medalla de bronze en la prova de quatre amb timoner, mentre en la prova de quatre sense timoner quedà eliminat en sèries. Quatre anys més tard, als Jocs de Roma, quedà eliminat en sèries en la prova de quatre amb timoner.
En el seu palmarès també destaquen tres medalles al Campionat d'Europa de rem, una d'or en el quatre sense timoner el 1956 i dues de bronze, en el quatre amb i sense timoner, el 1955. Entre el 1955 i 1960 guanyà 10 campionats finlandesos.